# Labor Day
Labor Day (dia do trabalhador) é um feriado nacional americano celebrado na primeira segunda-feira de setembro. A data comemora a contribuição social e econômica dos trabalhadores para o país. Dependendo do ano, pode celebrar-se entre em 1° e em 7 de setembro.
A data foi criada pelo movimento operário no final do século XIX e se tornou um feriado federal em 1894. O Dia do Trabalho também simboliza o fim do verão para muitos americanos, e é celebrado com festas, desfiles e eventos esportivos. 
O primeiro feriado ao "Labor Day" foi comemorado numa terça-feira, 5 de Setembro de 1882 em Boston, no Central Labor Union de New York. Em 1883, o feriado também só seria comemorado nesta cidade. Apenas em 1884 que outras cidades passaram a seguir o exemplo e a celebrar o "feriado dos operários" nesta data. A ideia se espalhou e, em 1885, o Labor Day foi comemorado em diversos centros industriais do país. Mas, apenas em 1894 que o feriado seria comemorado nacionalmente quando depois de muitas mortes de trabalhadores pelas mãos do exército estadunidense durante a Pullman Strike, o então presidente Grover Cleveland colocou a reconciliação com o movimento trabalhista como prioridade politica.
Cabe lembrar que, diferentemente do resto do mundo, os Estados Unidos não celebram o dia do trabalhador no 1.º de maio. Contudo, foi justamente neste país onde ocorreu um dos episódios que ensejaram a criação deste feriado mundial: o enforcamento de operários em greve, no ano de 1886, em Chicago, Illinois.